# Persone di nome José/Vescovi cattolici
| Questa pagina contiene informazioni ricavate automaticamente dalle voci biografiche con l'ausilio del template Bio e di un bot. L'aggiornamento è periodico e automatico e ricostruisce completamente la pagina. Se manca una persona in questa lista, sei pregato di non aggiungerla, ma accertati piuttosto che la sua voce biografica contenga il template Bio e che i dati anagrafici siano correttamente compilati. Se il template Bio manca, inseriscilo tu stesso o, in alternativa, metti l'avviso {{tmp\|Bio}} che ne segnala la mancanza. Se i dati riportati sono sbagliati, correggi direttamente la voce biografica; le modifiche saranno visibili in questa lista entro pochi giorni. Per chiarimenti vedi il progetto antroponimi. La lista contiene solo le 56 persone che sono citate nell'enciclopedia e per le quali è stato implementato correttamente il template Bio. Pagina aggiornata al 6 ago 2025. |

Questa è una lista di persone presenti nell'enciclopedia che hanno il nome José e sono vescovi cattolici.

## A(1)
- José Luis Azcona Hermoso, vescovo cattolico e missionario spagnolo (Pamplona, n. 1940 - Belém, † 2024)

## B(1)
- José Borgatti, vescovo cattolico argentino (Buenos Aires, n. 1891 - San Miguel, † 1973)

## C(8)
- José Luis Canto Sosa, vescovo cattolico messicano (Calkiní, n. 1960)
- José Ornelas Carvalho, vescovo cattolico portoghese (Funchal, n. 1954)
- José María Cavallero, vescovo cattolico uruguaiano (Mercedes, n. 1899 - Minas, † 1963)
- José Cerviño Cerviño, vescovo cattolico spagnolo (Aldán, n. 1920 - Vigo, † 2012)
- José Melitón Chávez, vescovo cattolico argentino (Romera Pozo, n. 1957 - San Miguel de Tucumán, † 2021)
- José Alves Correia da Silva, vescovo cattolico portoghese (São Pedro de Fins, n. 1872 - Leiria, † 1957)
- José Cueto Díez de la Maza, vescovo cattolico spagnolo (Riocorvo, n. 1839 - Las Palmas de Gran Canaria, † 1908)
- José Câmnate na Bissign, vescovo cattolico guineense (Mansôa, n. 1953)

## D(6)
- José Luis Del Palacio y Pérez-Medel, vescovo cattolico e missionario spagnolo (Madrid, n. 1950)
- José do Patrocínio Dias, vescovo cattolico portoghese (Covilhã, n. 1884 - Fátima, † 1965)
- José Diéguez Reboredo, vescovo cattolico spagnolo (Touro, n. 1934 - Santiago di Compostela, † 2022)
- José María Díaz Sanjurjo, vescovo cattolico e santo spagnolo (Santa Eulalia de Suegos, n. 1818 - Nam Định, † 1857)
- José de Camargo Barros, vescovo cattolico brasiliano (Indaiatuba, n. 1858 - Capo Palos, † 1906)
- José María de la Torre Martín, vescovo cattolico messicano (Pegueros, n. 1952 - Aguascalientes, † 2020)

## F(1)
- José Daniel Falla Robles, vescovo cattolico colombiano (Bogotà, n. 1956 - Soacha, † 2021)

## G(8)
- José de Jesús García Ayala, vescovo cattolico messicano (Yurécuaro, n. 1910 - Zamora de Hidalgo, † 2014)
- José Melchor García-Sampedro Suárez, vescovo cattolico e santo spagnolo (Cortes, n. 1821 - Nam Dinh, † 1858)
- José Manuel Garita Herrera, vescovo cattolico costaricano (Heredia, n. 1965)
- José Gea Escolano, vescovo cattolico spagnolo (Real de Gandía, n. 1929 - Valencia, † 2017)
- José Nicomedes Grossi, vescovo cattolico brasiliano (Cipotânea, n. 1915 - Juiz de Fora, † 2009)
- José Guerra Campos, vescovo cattolico spagnolo (Ames, n. 1920 - Sentmenat, † 1997)
- José Isidro Guerrero Macías, vescovo cattolico messicano (Irapuato, n. 1951 - Mexicali, † 2022)
- José Guerrero de Torres, vescovo cattolico spagnolo (Antequera, n. 1641 - Gaeta, † 1720)

## H(1)
- José Lai Hung-seng, vescovo cattolico cinese (Macao, n. 1946)

## I(1)
- José Antonio Infantes Florido, vescovo cattolico spagnolo (Almadén de la Plata, n. 1920 - Gelves, † 2005)

## L(4)
- José María Larrauri Lafuente, vescovo cattolico spagnolo (Vitoria, n. 1918 - Vitoria, † 2008)
- José Leonardo Lemos Montanet, vescovo cattolico spagnolo (Fene, n. 1953)
- José Manuel Lorca Planes, vescovo cattolico spagnolo (Murcia, n. 1949)
- José de Jesús López y González, vescovo cattolico messicano (Aguascalientes, n. 1872 - Città del Messico, † 1950)

## M(7)
- José Abraham Martínez Betancourt, vescovo cattolico messicano (Peribán, n. 1903 - Tacámbaro, † 1982)
- José Mazuelos Pérez, vescovo cattolico spagnolo (Osuna, n. 1960)
- José Moko Ekanga, vescovo cattolico della Repubblica Democratica del Congo (Kinshasa, n. 1958)
- José Moreira da Silva, vescovo cattolico brasiliano (Ponte Alta do Tocantins, n. 1953)
- José Morgades y Gili, vescovo cattolico spagnolo (Vilafranca del Penedès, n. 1826 - Barcellona, † 1901)
- José Luis Mumbiela Sierra, vescovo cattolico e missionario spagnolo (Monzón, n. 1969)
- José Ignacio Munilla Aguirre, vescovo cattolico spagnolo (San Sebastián, n. 1961)

## P(3)
- José Humberto Paparoni, vescovo cattolico venezuelano (Santa Cruz de Mora, n. 1920 - Barcelona, † 1959)
- José de Aquino Pereira, vescovo cattolico portoghese (Vila Real, n. 1920 - São José do Rio Preto, † 2011)
- José Luis Gerardo Ponce de León, vescovo cattolico argentino (Buenos Aires, n. 1961)

## R(5)
- José Luis Redrado Marchite, vescovo cattolico spagnolo (Fustiñana, n. 1936)
- José Luis Retana Gozalo, vescovo cattolico spagnolo (Pedro Bernardo, n. 1953)
- José Ribeiro da Fonseca, vescovo cattolico portoghese (Évora, n. 1690 - Porto, † 1752)
- José Ronaldo Ribeiro, vescovo cattolico brasiliano (Uberaba, n. 1957)
- José Rico Pavés, vescovo cattolico spagnolo (Granada, n. 1966)

## S(6)
- José de Jesús Sahagún de la Parra, vescovo cattolico messicano (Cotija, n. 1922)
- José Sanz de Villaragut, vescovo cattolico spagnolo (Saragozza, n. 1633 - † 1698)
- José Antonio Satué Huerto, vescovo cattolico spagnolo (Huesca, n. 1968)
- José Benito Serra, vescovo cattolico spagnolo (Mataró, n. 1811 - Benicasim, † 1886)
- José Song Sui-Wan, vescovo cattolico cinese (Shanghai, n. 1941 - Campinas, † 2012)
- José Sánchez González, vescovo cattolico spagnolo (Fuenteguinaldo, n. 1934)

## T(1)
- José Trinidad Zapata Ortiz, vescovo cattolico messicano (San Vicente de Plenitud, n. 1959)

## V(2)
- José Aníbal Verdaguer y Corominas, vescovo cattolico argentino (El Plumerillo, n. 1877 - Mendoza, † 1940)
- José Vilaplana Blasco, vescovo cattolico spagnolo (Benimarfull, n. 1944)

## Y(1)
- José María Yanguas Sanz, vescovo cattolico spagnolo (Alberite, n. 1947)